# Leopolder-Quartett
Das Leopolder-Quartett München wurde 1976 gegründet und besteht aus folgenden Mitgliedern:
- Wolfgang Leopolder, 1. Violine
- Hiroko Yoshida, 2. Violine
- Gerhard Breinl, Viola
- Friedrich Kleinknecht, Violoncello

Nach Gewinn des Kammermusikwettbewerbs in Colmar begann eine rege Konzerttätigkeit.
Uraufführungen moderner Werke (z. B. Babette Koblenz), eines Streichquartettsatzes von Carl Orff, eines Petit Quatuor von Charles Gounod.
Deutscher Schallplattenpreis für die Einspielung der Kammermusik von Wolf-Ferrari.
Als Partner standen der Gruppe Wolfgang Sawallisch, Gerhard Oppitz, Hans Schoeneberger, Eduard Brunner, Dieter Klöcker und Gernot Schmalfuss bei.
2007 löste sich das Streichquartett nach über dreißigjähriger Tätigkeit auf.